# Puntate di Eco della Storia
Eco della Storia consiste in tre serie, ciascuna avente tra le 20 e le 40 puntate. Tutte le puntate sono presenti sul sito di Rai Storia.

## Puntate

### Prima serie (2014)
| N.  | Titolo                                                          | Ospiti | Occasione | Data       |
| --- | --------------------------------------------------------------- | --- | --- | ---------- |
| 1.  | Italia e Grande Guerra                                          | Valerio Castronovo, Mario Isnenghi (storici) | Centenario della Prima guerra mondiale                                                                                             |            |
| 2.  | L`Italia industriale                                            | Pietro Reichlin (Professore di Economia politica), Anna Maria Artoni (imprenditrice)                                                                       | |            |
| 3.  | La terza Guerra ucraina?                                        | Lucio Caracciolo (direttore Limes), Anna Zafesova (giornalista)                                                                                            | Euromaidan e Crisi della Crimea del 2014                                                                                           | 13/04/2014 |
| 4.  | Sud: questione meridionale o nazionale?                         | Ivan Lo Bello (Vicepresidente di Confindustria), Antonio Polito (Direttore del Corriere del Mezzogiorno)                                                   | |            |
| 5.  | Islam, cosa sta succedendo?                                     | Khaled Fouad Allam (scrittore), Karima Moual (giornalista), Cardinale Leonardo Sandri (Prefetto della Congregazione per le Chiese orientali)               | |            |
| 6.  | Un anno con Papa Francesco                                      | Alberto Melloni (storico), Monsignor Marcello Semeraro (Segretario del Consiglio degli otto Cardinali)                                                     | Primo anniversario dell'elezione di Papa Francesco                                                                                 |            |
| 7.  | Italiane                                                        | Emiliana De Blasio (sociologa), Silvia Salvatici (storica)                                                                                                 | |            |
| 8.  | La guerra mai finita                                            | Lucio Villari (storico), Giuliano Amato (politico), Franco Marini (Presidente del Comitato storico scientifico per gli anniversari di interesse nazionale) | |            |
| 9.  | Impresa mafia                                                   | Franco Roberti (Procuratore nazionale antimafia), Claudio Clemente (Direttore dell'Ufficio Indagini Finanziarie della Banca d'Italia)                      | |            |
| 10. | Il Cinema: da Cabiria a Sacro Gra                               | Enrico Magrelli, Mario Gianani | Centenario di Cabiria |            |
| 11. | Italia - Germania: nemici o complici?                           | Gian Enrico Rusconi, Michael Braun | |            |
| 12. | L’informazione: dalla crisi dei quotidiani alle notizie on line | Fabrizio Forquet, Andrea Stroppa | |            |
| 13. | Il falò della leadership                                        | Michele Ainis, Gianfranco Fini, Moisés Naìm | |            |
| 14. | Le intercettazioni                                              | Ministro Mario Mauro, Stefano Dambruoso | |            |
| 15. | La nuova guerra fredda: chi comanda nel mondo?                  | Generale Giorgio Baldacci, Umberto Gentiloni Silvestri | Ruolo della Russia nella politica internazionale (Guerra civile siriana, Euromaidan e Crisi della Crimea del 2014)                 |            |
| 16. | Il sogno americano                                              | Lucia Annunziata, Giovanni Sartori | |            |
| 17. | Bauman e la modernità liquida                                   | Zygmunt Bauman, Sergio Fabbrini | Intervista a Bauman | 18/05/2014 |
| 18. | 25 anni di web                                                  | Francesco Caio, Stefano Rodotà | 25º anniversario della Rete | 25/05/2014 |
| 19. | Prodi e l'Europa                                                | Romano Prodi | Intervista a Prodi | 01/06/2014 |
| 20. | Passione mondiale                                               | Dino Zoff, Maurizio Crosetti, Paolo Colombo | Campionato mondiale di calcio 2014                                                                                                 | 07/06/2014 |
| 21. | Berlinguer: passione politica                                   | Walter Veltroni, Senatore Emanuele Macaluso, Ugo Magri | 30º anniversario della morte di Enrico Berlinguer e uscita del documentario Quando c'era Berlinguer (girato dallo stesso Veltroni) | 10/06/2014 |
| 22. | D-Day e Roma liberata: i giorni più lunghi                      | Renzo Arbore, Gianandrea Gaiani | 70º anniversario dello Sbarco in Normandia                                                                                         | 13/09/2014 |
| 23. | La caduta del muro                                              | Angelo Panebianco, Eric Jozsef | 25º anniversario della caduta del Muro di Berlino                                                                                  | 04/10/2014 |
| 24. | Bicentenario dei carabinieri                                    | Generale Enzo Bernardini, Gianni Oliva | Bicentenario dei carabinieri |            |

### Seconda serie (2014-2015)
| N.  | Titolo                                                                 | Ospiti                                                                                       | Occasione                                                                            | Data       |
| --- | ---------------------------------------------------------------------- | -------------------------------------------------------------------------------------------- | ------------------------------------------------------------------------------------ | ---------- |
| 1.  | Questioni di famiglia L’Italia tra rinnovamento e tradizioni           | Paul Ginsborg                                                                                |                                                                                      |            |
| 2.  | Genocidi                                                               | Marcello Flores (storico)                                                                    | Centenario del Genocidio armeno                                                      |            |
| 3.  | Caccia all`untore. Storia delle epidemie che hanno contagiato il mondo | Gilberto Corbellini (Professore di Storia della Medicina)                                    |                                                                                      | 18/10/2014 |
| 4.  | Dal Petrolio alla Jihad - Alle radici del fondamentalismo islamico     | Emma Bonino (politico), Khaled Fouhad Allam (sociologo)                                      | Proclamazione dello Stato Islamico                                                   | 26/10/2014 |
| 5.  | In ricchezza e in povertà. Le diseguaglianze economiche e sociali      | Lorenzo Bini Smaghi, Thomas Piketty (economisti)                                             |                                                                                      | 01/11/2014 |
| 6.  | La storia dell`opera. Il teatro alla Scala racconta l`Italia           | Guido Crainz (storico), Giorgio Battistelli (compositore)                                    |                                                                                      | 06/12/2014 |
| 7.  | Il paese fragile. Viaggio nell`Italia delle calamità                   | Annibale Mottana (geologo)                                                                   |                                                                                      | 13/12/2014 |
| 8.  | Di padre in figlio – Fortuna e sfortune delle grandi aziende familiari | Massimo Gramellini (vicedirettore La Stampa)                                                 |                                                                                      | 20/12/2014 |
| 9.  | Alimentazione e società in Italia                                      | Heinz Beck (chef)                                                                            |                                                                                      | 03/01/2015 |
| 10. | Seconda Repubblica? Da Tangentopoli alla crisi della politica          | Ferruccio De Bortoli (direttore del Corriere della Sera)                                     |                                                                                      | 10/01/2015 |
| 11. | Eco della Storia incontra Umberto Eco                                  | Umberto Eco                                                                                  | Intervista a Eco                                                                     | 31/01/2015 |
| 12. | L’Italia che canta. Sei decenni del Festival di Sanremo                | Gino Castaldo (critico), Pippo Baudo (presentatore)                                          | 60º anniversario della prima trasmissione tv del Festival di Sanremo                 |            |
| 13. | Oltre confine Incontro con il Ministro Gentiloni                       | Paolo Gentiloni                                                                              | Ruolo dell'Italia nella Guerra civile siriana e nella Seconda guerra civile in Libia | 14/02/2015 |
| 14. | L'onore dei boss                                                       | Nicola Gratteri (Procuratore aggiunto di Reggio Calabria)                                    |                                                                                      | 21/02/2015 |
| 15. | Un robot ci farà licenziare?                                           | Roberto Cingolani (Istituto Italiano di Tecnologia), Susanna Camusso (segretario della CGIL) |                                                                                      | 28/02/2015 |
| 16. | Le mani su Roma                                                        | Fiorenza Sarzanini (giornalista)                                                             | Mafia Capitale                                                                       | 07/03/2015 |
| 17. | Cuba libre                                                             | Umberto Gentiloni (storico)                                                                  | Miglioramento relazioni politiche USA-Cuba                                           | 14/03/2015 |
| 18. | Il Belpaese                                                            | Dario Franceschini (Ministro dei Beni e delle Attività Culturali e del Turismo)              | Intervista a Franceschini                                                            | 21/03/2015 |
| 19. | Il migliore dei leader                                                 | Alessandro Barbero (storico)                                                                 |                                                                                      | 28/03/2015 |
| 20. | Franco Basaglia e la legge 180                                         | John Foot (storico)                                                                          |                                                                                      | 04/04/2015 |
| 21. | Scripta manent                                                         | Francesco Piccolo (scrittore)                                                                |                                                                                      | 18/04/2015 |
| 22. | 25 aprile. Una memoria condivisa?                                      | Mario Calabresi (direttore de La Stampa)                                                     | Anniversario della liberazione d'Italia                                              | 25/04/2015 |
| 23. | Expo                                                                   | Giuseppe Sala (Commissario per il Governo di Expo 2015), Paolo Colombo (storico)             | Expo 2015                                                                            | 02/05/2015 |
| 24. | Made in Italy. Storia della moda italiana                              | Maria Luisa Frisa (critico)                                                                  |                                                                                      | 09/05/2015 |
| 25. | Cina-India. L`aria nuova dell`Est                                      | Lucio Caracciolo (direttore Limes)                                                           |                                                                                      | 16/05/2015 |
| 26. | Contro la mafia: il coraggio e la paura                                | Letizia Battaglia (fotogiornalista)                                                          |                                                                                      | 23/05/2015 |

### Terza serie (2015-2016)
| N.  | Titolo                                                                 | Ospiti | Occasione | Data       |
| --- | ---------------------------------------------------------------------- | --- | --- | ---------- |
| 1.  | Gli italiani e le vacanze                                              | Enrico Vanzina (regista) | Fine dell'estate | 15/09/2015 |
| 2.  | La lingua tra gioco e racconto                                         | Stefano Bartezzaghi (scrittore)                                                                                                   | | 21/09/2015 |
| 3.  | Come eravamo                                                           | Guido Crainz (storico) | | 26/09/2015 |
| 4.  | La scienza è in crisi?                                                 | Luigi Nicolais (Presidente del CNR)                                                                                               | | 03/10/2015 |
| 5.  | The Voice                                                              | Renzo Arbore | | 10/10/2015 |
| 6.  | L'era atomica                                                          | Carlo Rubbia (fisico) | 70º anniversario dei Bombardamenti atomici di Hiroshima e Nagasaki | 17/10/2015 |
| 7.  | La prima Guerra del Golfo. La madre di tutte le battaglie              | Farian Sabahi (storico) | 25º anniversario della Guerra del Golfo | 24/10/2015 |
| 8.  | Pier Paolo Pasolini. Rabbia, passione, ideologia                       | Walter Veltroni (scrittore) | 40º anniversario della morte di Pier Paolo Pasolini | 31/10/2015 |
| 9.  | La rivolta di Ungheria                                                 | Marcello Flores (storico) | | 07/11/2015 |
| 10. | La Repubblica. Storia di un quotidiano                                 | Ezio Mauro (direttore La Repubblica)                                                                                              | | 14/11/2015 |
| 11. | Francisco Franco "caudillo" di Spagna per grazia di Dio                | Valenti Gomez y Oliver (poeta) | 40º anniversario della morte di Francisco Franco | 28/11/2015 |
| 12. | Comunione e liberazione. Storia di un movimento                        | Julián Carrón (presidente CL) | Vari anniversari di Comunione e Liberazione | 28/11/2015 |
| 13. | Viaggio nel bel paese. Gli italiani dall’alba della Repubblica ad oggi | Giovanni Valentini | | 12/12/2015 |
| 14. | Margaret Thatcher. Iron Lady                                           | Alberto Mingardi (giornalista) | | 19/12/2015 |
| 15. | Le avventure di Pinocchio. La favola senza tempo                       | Marco Lodoli (scrittore) | | 09/01/2016 |
| 16. | 100 anni di relatività. Incontro con Carlo Rovelli                     | Carlo Rovelli (fisico) | Centenario della Relatività generale | 16/01/2016 |
| 17. | Perché non bombardare Auschwitz?                                       | Umberto Gentiloni (storico) | | 23/01/2016 |
| 18. | Israele-Palestina: La guerra infinita                                  | Marcella Emiliani (storico) | Tensioni sulla Striscia di Gaza | 30/01/2016 |
| 19. | America al voto. Storia dei percorsi elettorali degli Stati Uniti      | Massimo Teodori (giornalista) | Elezioni presidenziali negli Stati Uniti d'America del 2016 | 06/02/2016 |
| 20. | La forma del sapere – Dall’Encyclopedie a Wikipedia                    | Massimo Bray (direttore editoriale dell’Istituto dell’Enciclopedia Italiana)                                                      | 15º anniversario di Wikipedia | 13/02/2016 |
| 21. | La voce del Papa. Parole e gesti rivoluzionari sul soglio di Pietro    | Dario Edoardo Viganò (Prefetto della Segreteria per la Comunicazione della Santa Sede e direttore del Centro Televisivo Vaticano) | Dichiarazione comune di papa Francesco e del patriarca Kirill di Mosca e di tutta la Russia | 27/02/2016 |
| 22. | Addio al Senato della Repubblica?                                      | Sabino Cassese (giurista) | Progetto di riforme costituzionali con l'abolizione del bicameralismo perfetto e la modifica della struttura e delle funzioni del Senato della Repubblica, del Presidente del Consiglio Matteo Renzi                                                                                    | 11/03/2016 |
| 23. | Il Corriere della Sera. 140 anni di giornalismo italiano               | Luciano Fontana (direttore del Corriere della Sera)                                                                               | 140º anniversario del Corriere della Sera |            |
| 24. | ONU: in nome della pace                                                | Francesco Paolo Fulci (ex Rappresentante Permanente italiano all’ONU e per due volte presidente del Consiglio di sicurezza)       | Dibattito sulla riforma del Consiglio di sicurezza delle Nazioni Unite |            |
| 25. | La canzone italiana tra parole e musica                                | Peppe Vessicchio (musicista) | | 26/03/2016 |
| 26. | Delitti e misteri                                                      | Giuseppe Governale (Comandante del ROS)                                                                                           | | 02/04/2016 |
| 27. | Intelligence: dentro i servizi segreti                                 | Aldo Giannulli (storico) | Omicidio di Giulio Regeni | 10/04/2016 |
| 28. | William Shakespeare. Un successo lungo quattro secoli                  | Masolino D’Amico (critico teatrale e traduttore)                                                                                  | 400º anniversario della morte di Shakespeare | 16/04/2016 |
| 29. | Dio salvi la Regina                                                    | Paul Ginsborg (storico) | 90º compleanno di Elisabetta II del Regno Unito | 23/04/2016 |
| 30. | Pane al pane                                                           | Massimo Montanari (storico), Franco La Cecla (antropologo)                                                                        | | 30/04/2016 |
| 31. | Impero Cina: da Marco Polo alla nuova via della seta                   | Paolo Longo (corrispondente per la Rai da Pechino)                                                                                | Rallentamento della crescita del PIL cinese, Crisi sino-giapponese per le isole Senkaku, politica dell'Amministrazione Obama verso il Pacifico | 07/05/2016 |
| 32. | Sud. Perché è rimasto indietro?                                        | Ferdinando Giugliano (editorialista de La Repubblica, ex analista economico del Financial Times)                                  | "Desertificazione industriale" e "stato decadente delle università", dati studio Censis 2016 per Confcooperative | 14/05/2016 |
| 33. | La guerra fredda                                                       | Maurizio Molinari (direttore de La Stampa), Garry Kasparov (ex campione mondiale di scacchi, oggi analista politico)              | Ruolo della Russia nella politica internazionale (Guerra civile siriana, Euromaidan e Crisi della Crimea del 2014) e in particolare il concerto dell'orchestra di San Pietroburgo nella riconquistata Palmira                                                                           | 21/05/2016 |
| 34. | Migranti. Popoli in cerca di fortuna                                   | Nunzio Galantino (segretario generale della CEI)                                                                                  | Crisi europea dei migranti e in particolare lo scandalo nato attorno allo sgambetto fatto da una cameramen ungherese ad un migrante con bambina in braccio e la riapertura dei controlli di frontiera al Passo del Brennero, ruolo di Papa Francesco nel dibattito europeo sui migranti | 28/05/2016 |
| 35. | 70 anni dal 2 giugno                                                   | Giovanni Sabbatucci (storico) | 70º anniversario della nascita della Repubblica Italiana | 02/06/2016 |
| 36. | Eco della Storia incontra Roberto Calasso                              | Roberto Calasso (direttore Adelphi)                                                                                               | Pubblicazione de Il Cacciatore Celeste | 16/07/2016 |
| 37. | Etica e politica, con Emma Bonino                                      | Emma Bonino (politica, già ministra)                                                                                              | | 23/07/2016 |

## Statistiche
Aggiornate al 23/07/2016
| Più volte ospiti  | Istituzione di appartenenza          | Puntate |
| ----------------- | ------------------------------------ | ------- |
| Umberto Gentiloni | La Sapienza                          | 3       |
| Emma Bonino       | Parlamento della Repubblica Italiana | 2       |
| Guido Crainz      | Università degli Studi di Teramo     | 2       |
| Marcello Flores   | Università degli Studi di Siena      | 2       |
| Paolo Colombo     | Università Cattolica del Sacro Cuore | 2       |
| Paul Ginsborg     | Università degli Studi di Firenze    | 2       |
| Renzo Arbore      | -                                    | 2       |
| Walter Veltroni   | l'Unità                              | 2       |

## Curiosità sulle singole puntate
- 02/04/2016. La poesia pascoliana recitata dal Comandante Governale è Nel cuore umano (dalla raccolta Myricae).
- 10/04/2016. Il "recente film" menzionato da Gianni Riotta è The Imitation Game (2014).
- 07/05/2016. Riotta ricorda che dell'origine degli spaghetti si è parlato nella precedente puntata, Pane al pane (30/04/2016).
- 21/05/2016. L'orchestra che, liberata Palmira dall'ISIS, ha suonato nell'antico teatro romano (6 maggio 2016) è quella del teatro Marinski di San Pietroburgo. Come ricordato da Molinari nel corso della puntata, il Presidente Putin è intervenuto, collegato da Mosca, in videoconferenza.
- 28/05/2016. Riotta ricorda la partecipazione della Marina Militare italiana al soccorso ai "Boat people" cinesi, cioè ai profughi del Vietnam (1979).